# San Antonio Huitzquilico
San Antonio Huitzquilico är en ort i Mexiko.   Den ligger i kommunen Xilitla och delstaten San Luis Potosí, i den centrala delen av landet, 230 km norr om huvudstaden Mexico City. San Antonio Huitzquilico ligger 903 meter över havet och antalet invånare är 643.
Terrängen runt San Antonio Huitzquilico är kuperad åt nordost, men åt sydväst är den bergig. Runt San Antonio Huitzquilico är det ganska tätbefolkat, med 160 invånare per kvadratkilometer. Närmaste större samhälle är Xilitla, 10,1 km söder om San Antonio Huitzquilico. Omgivningarna runt San Antonio Huitzquilico är en mosaik av jordbruksmark och naturlig växtlighet.